# Liste der Naturdenkmale in Dunningen
| Naturdenkmale | Anzahl |
| ------------- | ------ |
| FND           | 1      |
| END           | 3      |
| Gesamt        | 4      |

Die Liste der Naturdenkmale in Dunningen nennt die verordneten Naturdenkmale (ND) der im baden-württembergischen Landkreis Rottweil liegenden Gemeinde Dunningen. In Dunningen gibt es insgesamt vier als Naturdenkmal geschützte Objekte, davon ein flächenhaftes Naturdenkmal (FND) und drei Einzelgebilde-Naturdenkmale (END).
Stand: 31. Oktober 2016.

## Flächenhafte Naturdenkmale (FND)
| Name                     | Bild | Kennung     | Einzelheiten | Position | Fläche Hektar | Datum        |
| ------------------------ | ---- | ----------- | ------------ | -------- | ------------- | ------------ |
| Dunninger Steinbruch     | BW   | 83250140001 | Dunningen    | ⊙        | 0,3           | 1. Aug. 1991 |
| Legende für Naturdenkmal |      |             |              |          |               |              |

## Einzelgebilde (END)
| Name                      | Bild | Kennung     | Einzelheiten | Position | Fläche Hektar | Datum         |
| ------------------------- | ---- | ----------- | ------------ | -------- | ------------- | ------------- |
| 11 Kastanien und 3 Linden | BW   | 83250140113 | Dunningen    | ⊙        | 0,0           | 21. Okt. 1950 |
| 11 Linden bei der Kapelle | BW   | 83250140114 | Dunningen    | ⊙        | 0,0           | 21. Okt. 1950 |
| 2 Linden bei der Kapelle  | BW   | 83250140115 | Dunningen    | ⊙        | 0,0           | 21. Okt. 1950 |
| Legende für Naturdenkmal  |      |             |              |          |               |               |